# 藤岡重弘
藤岡 重弘（ふじおか しげひろ、1936年（昭和11年）2月12日 - 2001年（平成13年）9月21日）は、日本の政治家。兵庫県加西市長（4期）。

## 経歴
兵庫県出身。1954年兵庫県立北条高等学校卒。同年三洋電機に入る。北条地区管理センター長、三洋工業取締役などを務める。
1987年加西市長選挙に立候補し、初当選する。市長を4期務めた。4期目途中の2001年病気のため市長を辞職。辞職後死去した。このほか全国市長会副会長などを歴任した。